# Тюндюк (село)
Тюндюк (башк. Төңгөк) — село в Бардымском районе Пермского края при впадении реки Тюндюк в Тулву. Входит в состав Тюндюковского сельского поселения.

## Географическое положение
Находится примерно в 12 км к югу от центра села Барда.

## Население
По результатам переписи 2010 года численность населения составила 669 человек, в том числе 317 мужчин и 352 женщины.
В 2005 году численность населения составляла 751 человек.
В 1926 году в селе проживало 936 башкир.
| 2005 | 2010 |
| ---- | ---- |
| 751  | ↘669 |

## История
Село известно с 1738 года, как башкирская деревня Тунгук.

## Религия
Мечети
- Мечеть

## Люди, связанные с селом
- Чурагул Минлибаев — один из предводителей Башкирского восстания 1755—1756 гг.
- Кузаева Дамира Назмизяновна (16 мая 1948 г., д. Тунгук Бардымского района Пермской области — 20 декабря 1993 г., г. Альметьевск) — народная артистка ТАССР (1984), лауреат государственной премии ТАССР им. Г. Тукая (1979).